# Бастаси (Дрвар)
Бастаси су насељено мјесто у Босни и Херцеговини, у општини Дрвар, које административно припада Федерацији Босне и Херцеговине. Према попису становништва из 2013. у насељу је живјело 136 становника.

## Воде
Воде су: Унац, Басташица и Мисије.

## Религија
У Бастасима се налази православна Црква Светог пророка Илије, подигнута 1899. године. Године 1941. је била спаљена од стране усташа.

## Становништво
По посљедњем службеном попису становништва из 1991. године, насељено мјесто Бастаси имало је 379 становника, од чега су апсулутну већину чинили Срби.
| Националност       | 2013. | 1991. | 1981. | 1971. | 1961. |
| Срби               | 135   | 378   | 442   | 541   | 913   |
| Хрвати             | 1     | 1     | 3     | 2     | 1     |
| Југословени        |       |       | 12    |       | 1     |
| Муслимани          |       |       |       | 2     |       |
| остали и непознато |       |       | 1     | 1     | 1     |
| Укупно             | 136   | 379   | 458   | 546   | 916   |

| Демографија | Демографија | Демографија |
| Година      | Становника  | Становника  |
| ----------- | ----------- | ----------- |
| 1961.       | 916         |             |
| 1971.       | 546         |             |
| 1981.       | 458         |             |
| 1991.       | 379         |             |
| 2013.       | 136         |             |